# Duello Madre
I Duello Madre sono stati un gruppo musicale rock progressivo/jazz italiano, attivo tra il 1973 e il 1974 e autore di un unico album omonimo prodotto dal maestro Giampiero Reverberi.

## Storia del gruppo
Il gruppo nasce a Genova da una costola degli Osage Tribe, il virtuoso della chitarra Marco Zoccheddu e il bassista Bob Callero (futuro membro del supergruppo Il Volo), ai quali si aggiunge il batterista dei Circus 2000 Dede Lo Previte (poi con i Nova) ed il trevigiano Pippo Trentin ai fiati.
Particolarità del gruppo l'assenza di tastiere e la grande attenzione ai fiati, soprattutto al sassofono.

## Formazione
- Marco Zoccheddu – chitarra, voce
- Bob Callero – basso
- Franco Lo Previte – batteria, percussioni
- Pippo Trentin – sassofono, flauto

## Discografia
- 1973 – Duello Madre